# Schlörwagen

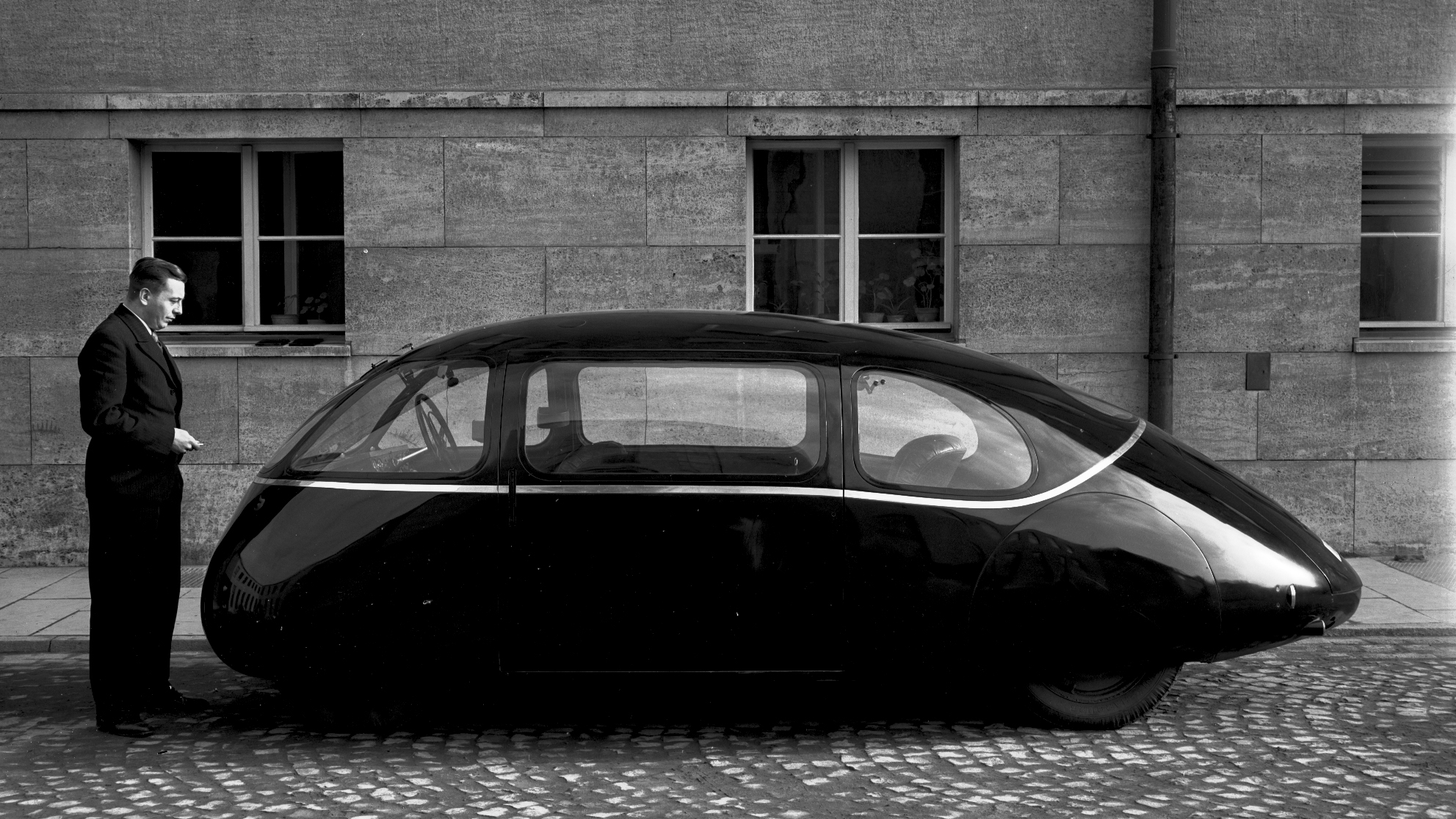
Profil.

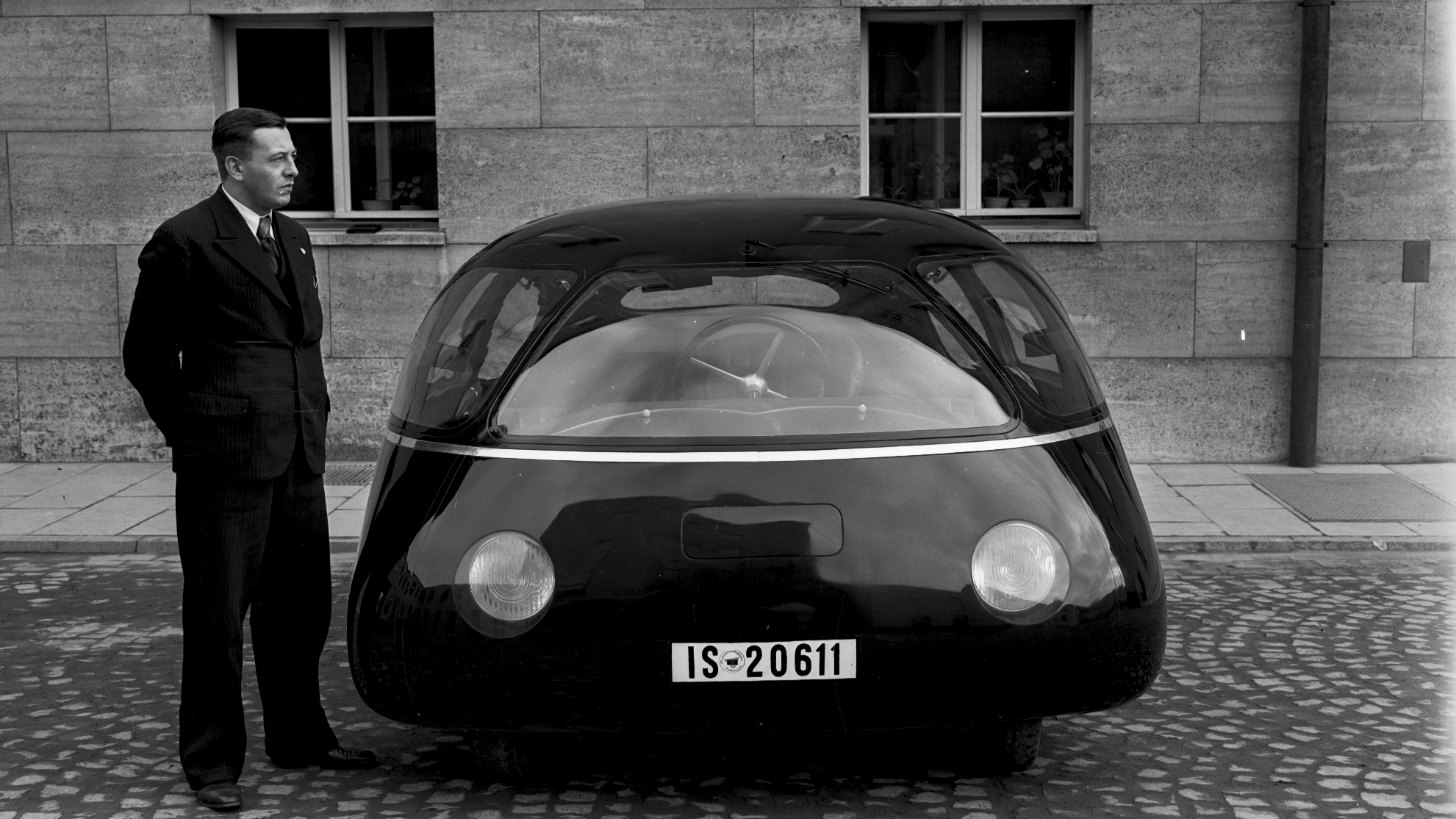
Vue de face.

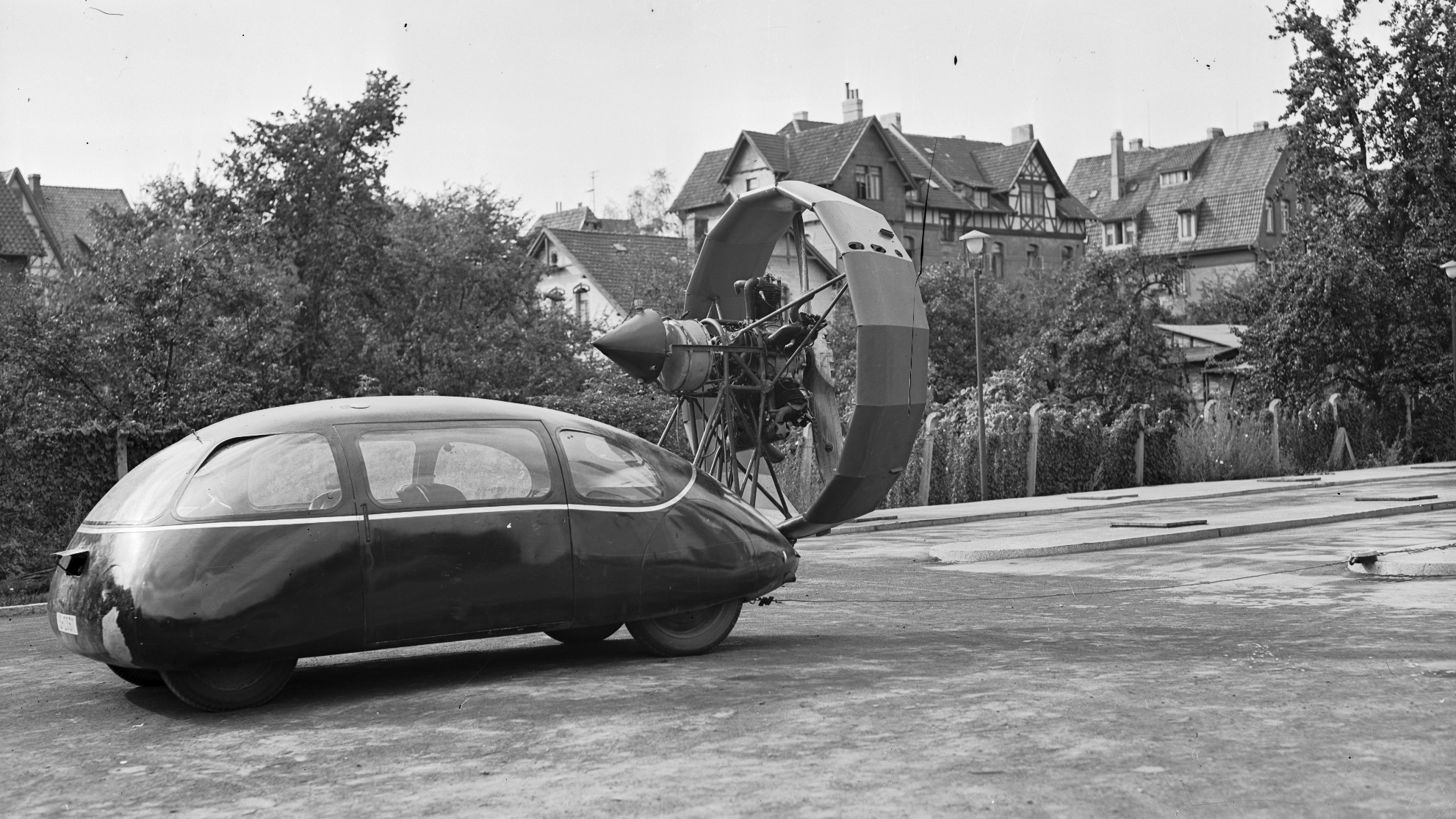
La Schlörwagen équipée d'une hélice (prise de guerre).

La Schlörwagen (également appelée « œuf de Göttingen » ou « aile sur roues ») est un véhicule expérimental développé par l'ingénieur allemand Karl Schlör von Westhofen-Dirmstein (1911-1997). Le prototype, construit en aluminium, a été développé à l'Aerodynamische Versuchsanstalt Göttingen à Göttingen en 1939 et a longtemps été considéré comme la mise en œuvre la plus aboutie de l'aérodynamique automobile, présentant un coefficient de traînée mesuré à 0,186.
Lors de nouvelles mesures dans les années 1970, des techniciens de Volkswagen ont mesuré un coefficient de traînée Cx de 0,15 sur un modèle de Schlörwagen. La conception de la voiture visait une consommation de carburant minimale grâce à une forme en goutte d'eau. Avec sept sièges, la voiture était conçue comme une voiture familiale spacieuse. À titre de comparaison, les voitures d'aujourd'hui au Cx compris entre 0,24 et 0,30 et seules les voitures expérimentales plus modernes telles que la Volkswagen XL1 de Volkswagen ou la « Fennek » de l'université technique de Graz ont un Cx nettement inférieur.
La Schlörwagen a été construite sur un châssis modifié de la Mercedes-Benz W 28, avec un empattement de 2,60 mètres, une longueur de 4,33 mètres, une hauteur de 1,48 mètre et une largeur de 2,10 mètres. Une telle largeur était nécessaire pour intégrer les roues à l'intérieur de la carrosserie. La carrosserie en forme de goutte a été construite par une entreprise d'Essen, avec des vitres affleurantes incurvées qui ne s'ouvrent pas. Malgré une structure en aluminium, la voiture était d'environ 250 kg plus lourde que la Mercedes 170H ; sa forme profilée et son centre de gravité, situé très en l'arrière en raison du moteur à l'arrière, ont nui à la sécurité de conduite et l'ont rendue très sensible au vent de travers.
La Schlörwagen a une vitesse de pointe d'environ 135 km/h, environ 20 km/h plus rapide que la Mercedes, et consomme huit litres d'essence aux 100 kilomètres, entre 20 et 40 % de moins que la Mercedes. La voiture a fait sensation au Salon 1939 de Berlin mais son esthétique n'a pas plu au public.
En 1942, la Schlörwagen est équipée à l'arrière d'une propulsion à hélice soviétique capturée pendant la Seconde Guerre mondiale avec un moteur radial de 130 ch (96 kW) et complétait des essais sur route à Göttingen. Le prototype de la voiture est vu pour la dernière fois en août 1948 sur le site du Centre aérospatial allemand (DLR) à Göttingen. Les tentatives de Schlörs pour récupérer la carrosserie gravement endommagée auprès de l'administration militaire britannique ont échoué, et son sort demeure inconnu.

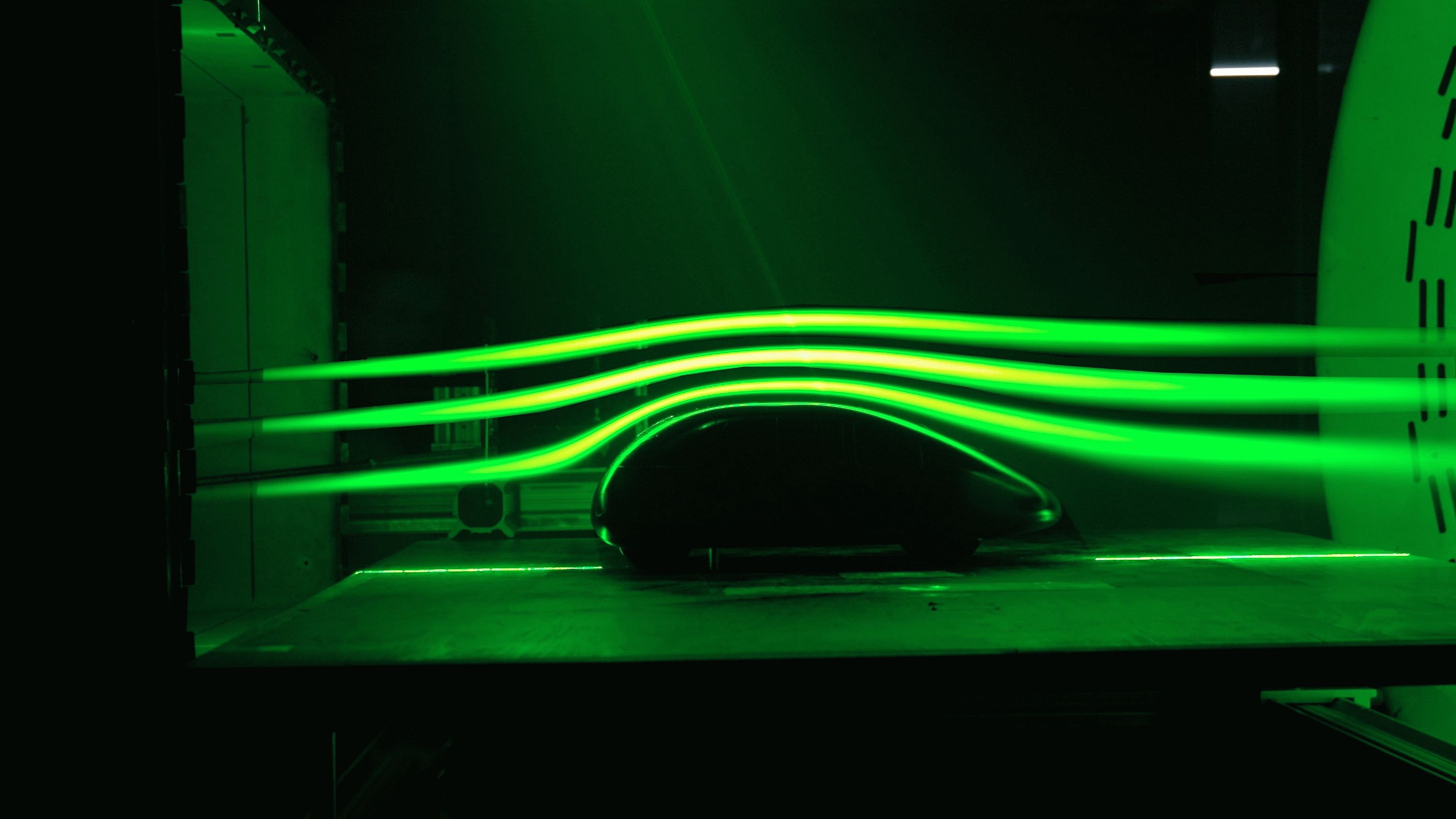
Visualisation de l'écoulement sur un modèle réduit de la Schlörwagen.

À l'occasion du 100e anniversaire du DLR en 2007, un modèle réduit au cinquième qui avait été conservé a été placé dans une soufflerie. Le test a montré la quasi-absence de décollement de l'écoulement sur l'arrière et donc une faible Traînée aérodynamique ({\displaystyle C_{x}} frontal ~ 0,15 avec un fond caréné, des mesures sur un modèle à l'échelle 1 (avec fond non caréné) ayant donné un  {\displaystyle C_{x}} frontal de 0,186 et des essais de marche sur l'erre ayant donné, en 1939, un {\displaystyle C_{x}} frontal de 0,189).
Une réplique à l'échelle 1/5e réalisée à partir des dessins originaux conservés dans les archives du DLR est exposée dans le musée des transports « PS-Speicher » d'Einbeck.